# (4409) Kissling
(4409) Kissling es un asteroide perteneciente al cinturón de asteroides, descubierto el 30 de junio de 1989 por Alan C. Gilmore y la también astrónoma Pamela M. Kilmartin desde el Observatorio Universitario del Monte John, Isla Sur, Nueva Zelanda.

## Designación y nombre
Designado provisionalmente como 1989 MD. Fue nombrado Kissling en honor al matemático neozelandés Warwick M. Kissling, cuyos cálculos permitieron el seguimiento y la recuperación de varios nuevos planetas menores.

## Características orbitales
Kissling está situado a una distancia media del Sol de 3,032 ua, pudiendo alejarse hasta 3,336 ua y acercarse hasta 2,728 ua. Su excentricidad es 0,100 y la inclinación orbital 5,360 grados. Emplea 1928 días en completar una órbita alrededor del Sol.

## Características físicas
La magnitud absoluta de Kissling es 12,4. Tiene 12,087 km de diámetro y su albedo se estima en 0,144.